# 五井駅東口開発

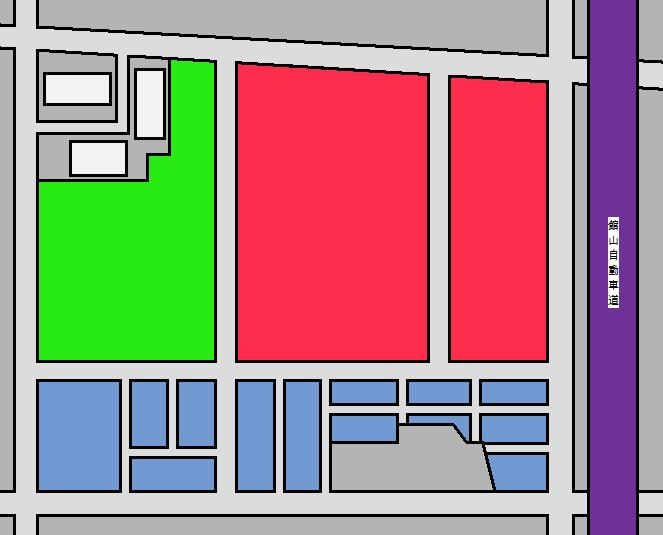
完成予想図。赤色が中核商業施設、緑色が総合公園、青色が高層住宅地となっている。

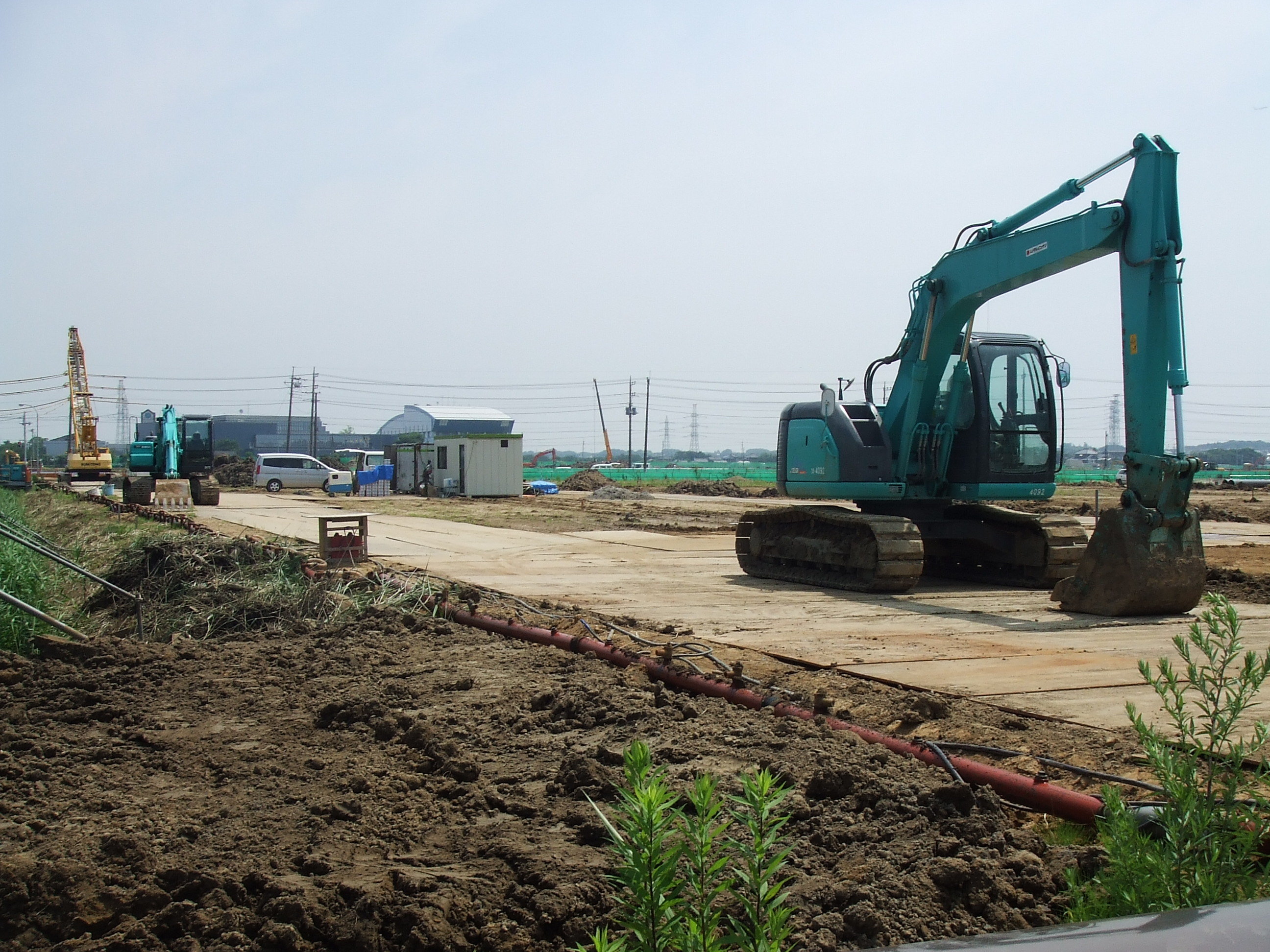
2008年7月頃の工事中の様子

五井駅東口開発（ごいえきひがしぐちかいはつ）は、千葉県市原市のJR内房線・小湊鉄道線五井駅東口周辺で開発されていた再開発事業である。仮称は五井駅東口整備構想であった。

## 概要
五井駅東口の土地区画整理事業の一環として、市原市が総合公園である「上総更級公園」を整備し、その隣に2つの商業施設エリアを設定している。五井駅東口から約600mの徒歩圏に位置し、都市交流拠点の整備構想区域内に位置づけられている。
区画整理事業施行以前は水田地帯であったため、全域がほぼ平坦な地勢を示す。総合公園の北側には、既存公共施設である市原市立中央図書館、勤労会館、保健センターが隣接し、また「市原市中心市街地活性化基本計画（平成15年4月）」に位置づけられる五井駅周辺の中心市街地活性化区域に近接する。周辺道路は2007年度から2年を掛けて造成、2010年度に一部開通、2012年度末に全面開通した。
前述の土地区画整理事業は、2012年6月22日解散認可、同年11月30日をもって、清算事務を含むすべての事業が結了した。

## 商業施設
商業施設エリアへの出店者については公募型プロポーザル方式によりイオンなど11社がエントリー、選考した結果、セブン&アイ・ホールディングス傘下のモール・エスシー開発（現 セブン&アイ・クリエイトリンク）と、ベイシアグループのカインズの2事業者が選ばれた。

### モール・エスシー開発（アリオ市原）

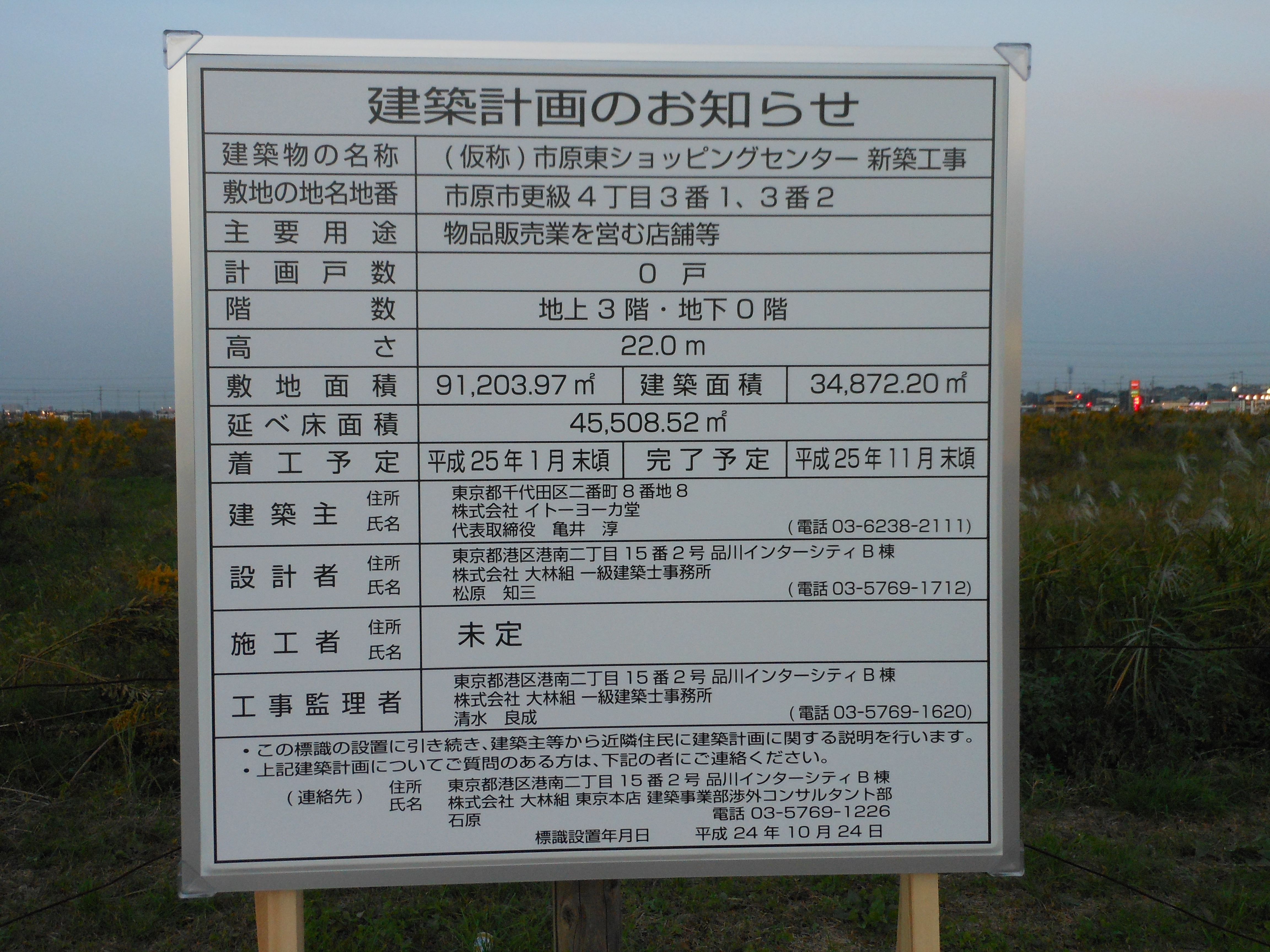
建設計画

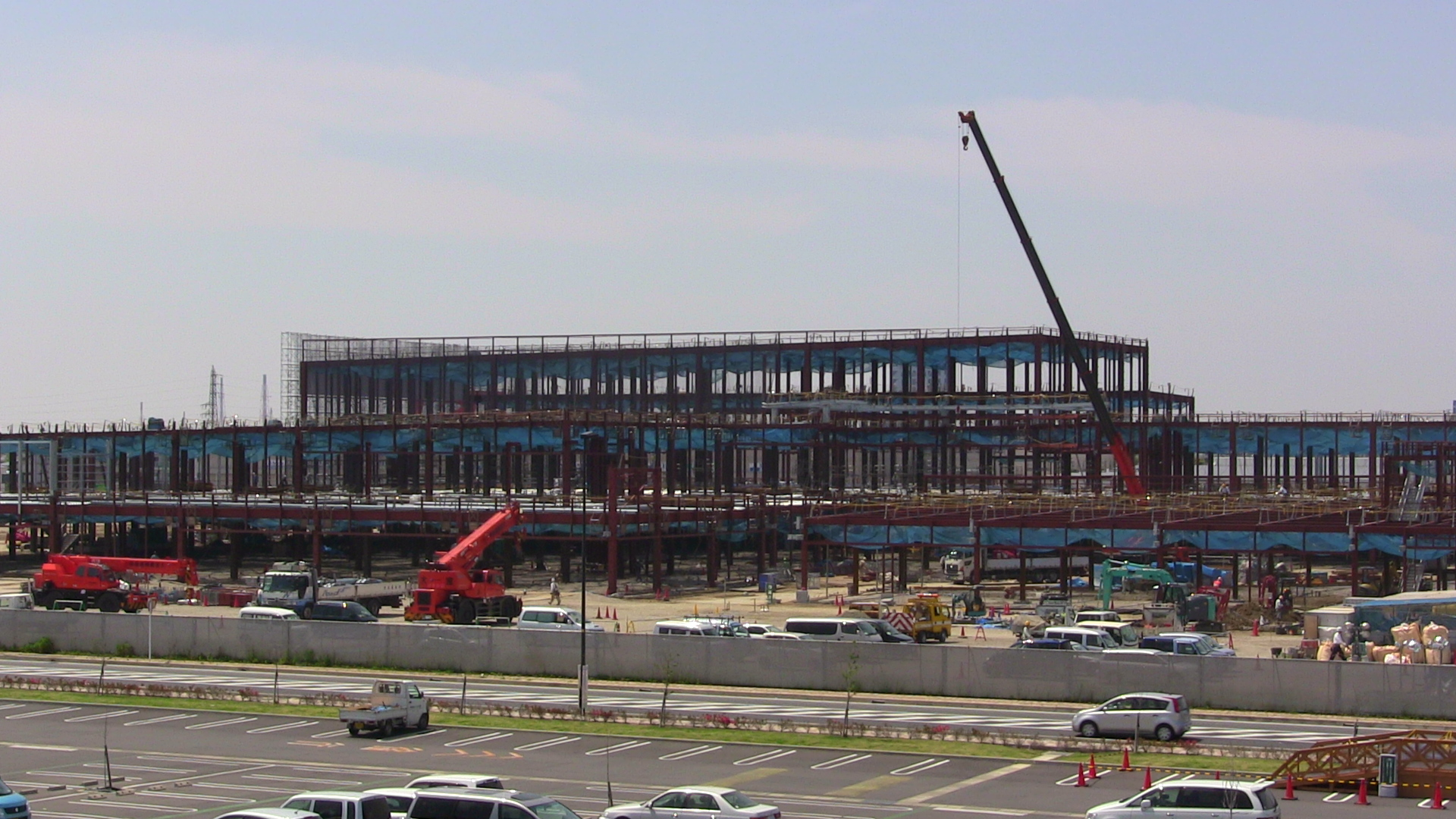
建設中のアリオ市原

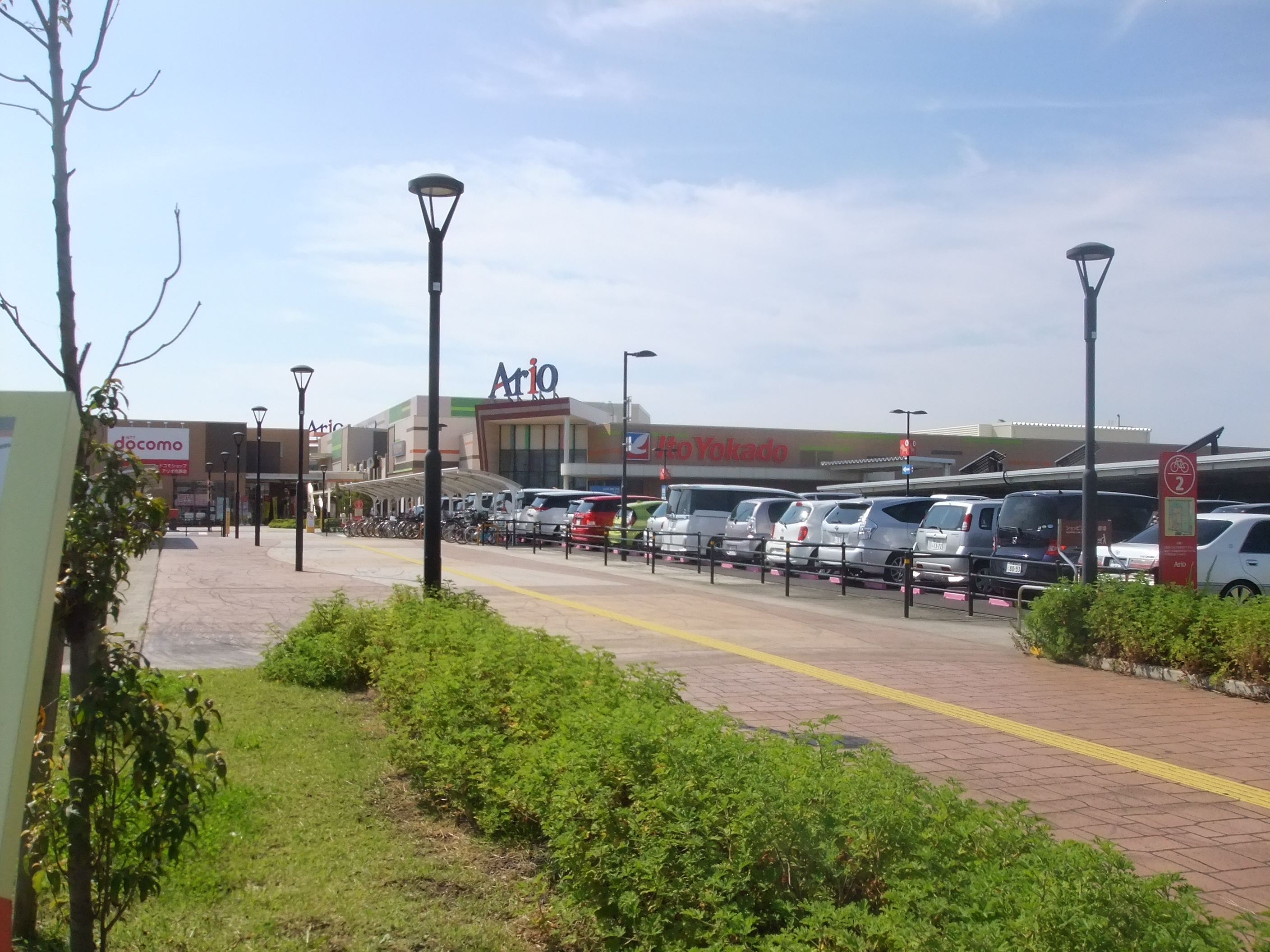
開業中のアリオ市原店(2017年10月9日撮影)

モール・エスシー開発は、約215,000m2の敷地に地上2階建て・延床面積約158,000m2の複合商業施設を建設し、テナントとしてイトーヨーカドー、カインズホーム、シネコン、150から200の専門店などが入る予定としていた。同社の手がける複合商業施設としては近くに位置するアリオ蘇我の規模を大きく上回り、同社の主力業態となるアリオの中でも最大規模の店舗となることが想定されていた。
当初は2007年より本着工を予定し、2010年4月の開業を予定していた。しかし2009年2月、当初予定していた2010年オープンが事実上困難な見通しであることが同年2月2日付『千葉日報』で報じられ、原因は原材料高騰に伴う事業費増加や経済情勢の急速な悪化で入居テナントが思うように集まらなかったためとされた。

その後に当初の計画からは大幅に遅れながらも、2013年10月29日付のイトーヨーカ堂ニュースリリースで「アリオ市原」の開業が発表され、同年11月28日に当初の計画より縮小された形で開業した。

### カインズ（カインズモール市原）
カインズは、2009年8月に開催した地元説明会において、イトーヨーカ堂およびモール・エスシー開発とは別に、2010年4月頃の開業を予定して大型ショッピングセンターの計画について表明し、2010年4月6日に「カインズモール市原」として開業した。

### 五井駅東ショッピングセンター
「カインズモール市原」開業の翌年となる2011年7月1日には「五井駅東ショッピングセンター」が開業し、ケーズデンキと精文館書店が出店している。

### 大和情報サービス（アクロスプラザ市原更級）
大和ハウスグループの大和情報サービスが、アリオ市原に隣接する敷地（それまでは臨時駐車場として利用していた）に全6棟からなる商業施設を建設していることが2019年5月11日付『千葉日報』で報じられ、同年10月25日に同社のショッピングセンター「アクロス」ブランドの「アクロスプラザ市原更級」として開業した。開業時にはニトリやオートバックス、くら寿司など12店が出店した。

## 上総更級公園
2013年4月1日に開園した総合公園。市原市立中央図書館の隣に位置し、公園面積99,000m2の敷地内に、イベント広場や遊具広場、芝生広場、修景池などが設置されている。